# Batalla de Sant Cugat (1808)
La batalla de Sant Cugat fou un combat de la Guerra del Francès lluitat el 12 d'octubre de 1808 al Vallès Occidental. La batalla se saldà amb una derrota francesa en la qual aquest bàndol perdé centenars d'homes.
Milossewitz ocupà Sant Cugat del Vallès sense cap resistència però en sortir del poble es trobà amb forces espanyoles que intentaven tallar la seva retirada, desplegades en ordre de batalla, en total uns 3.150 soldats d'infanteria i 220 hússars manats pel comte Raimon Caldagués, procedents de Molins de Rei. El general italià llença a l'atac el batalló de Vélites, flanquejat per la dreta amb el batalló napolità i els caçadors del Príncep Reial, i per l'esquerra, el batalló italià. Una contra-càrrega dels hússars espanyols talla la dels Caçadors del Príncep Reial mentre els batallons d'ambdues ales franceses es desordenen, però la columna francesa acaba retirant-se fins a Montcada amb grans dificultats, i es reuneix amb les forces de Devaux. Les tropes de Caldagués no els persegueixen i tornen a Molins de Rei. La derrota de Sant Cugat representà per a Duhesme la pèrdua d'uns 300 homes entre morts, ferits i presoners i l'obliga a no allunyar-se de la protecció de les seves defenses.